# 에드 펙
에드 펙(Ed Peck, 1917년 3월 26일 ~ 1992년 9월 12일)은 미국의 배우, 텔레비전 배우이다.
뉴욕에서 태어났으며 로스앤젤레스에서 사망하였다. 사인은 심근 경색이다.

## 영화
- 공룡아 불을 뿜어라 (1982년)
- 라스트 유니콘 (1982년)
- 우정의 마이애미 (1980년)
- 초콜릿 천국 (1971년)
- 웃음파는 남자 (1969년)
- 올 인 더 패밀리 (1968년) - 맨 온 폰 역
- 카운터포인트 (1968년)
- 블리트 (1968년)
- 건 (1967년)
- 딜론 보안관 (1955년)